# Gumulung Lebak
Gumulung Lebak is een bestuurslaag in het regentschap Cirebon van de provincie West-Java, Indonesië. Gumulung Lebak telt 8015 inwoners (volkstelling 2010).